# Tekir-Graben
Der Tekir-Graben (auch: Ecemiş-Senke, Ecemiş-Graben, Ecemiş-Korridor) ist eine tektonische Grabenstruktur und eine Gebirgspass-Region innerhalb des Taurusgebirges in der Südtürkei zwischen Mittel-Taurus und Ost-Taurus im Norden der Çukurova. Die intramontane Senke gilt als die Hauptverbindung zwischen dem inneranatolischen Hochland und Südost-Anatolien bzw. Syrien und dem Irak.

## Geologisch-geotektonische Einordnung
Im Übergang vom West-Ost streichenden mittleren Taurus-Bogen in Südanatolien in den Südwest-Nordost streichenden Flügel des inneren Ost-Taurus (Antitaurus) erheben sich nördlich der Çukurova einige der höchsten Teile des südlichen Taurusgebirges wie eine Mauer zwischen den Hochlandbereichen Interanatoliens und den weitgespannten Ebenen Mesopotamiens. Mit den Gipfeln des Mededsiz Dağı (3585 m), des Aydos Dağı (3488 m) im Bolkar-Dağı-Massiv (auch Bolkar Dağları, Bozoğlan Dağı oder Bulgar Dağı) und des Kaldı Dağı im Ala-Dağı-Massivs (3734 m) signalisieren beide Gebirgsteile durch ihre Höhe und mehrere deutlich getrennte Ketten eine starke Epirogenese.

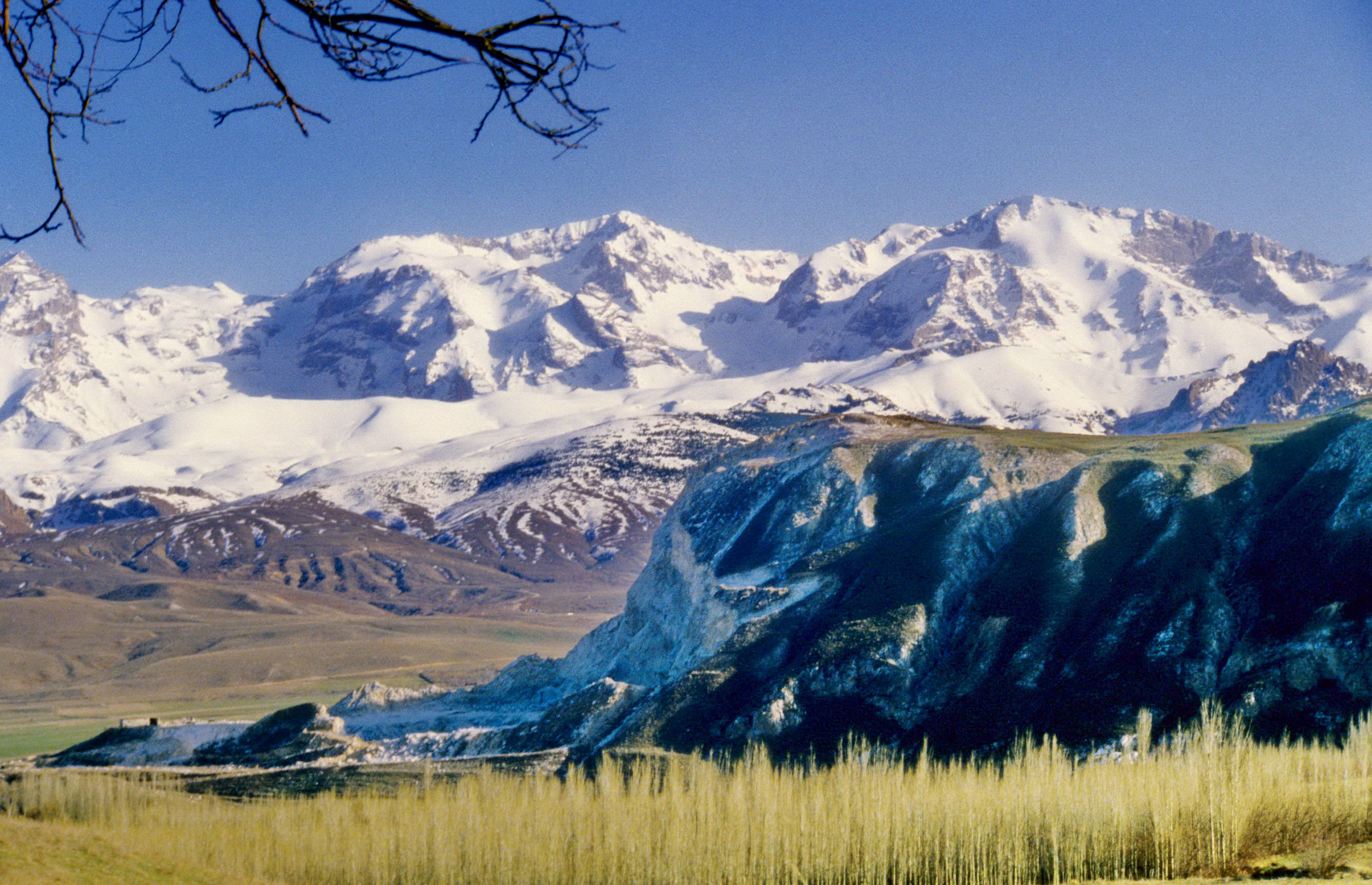
Blick auf das Massiv der Bolkar Dağları („Reichlich-Schnee-Gebirge“) mit dem Mededsiz Dağı von Ulukışla aus.

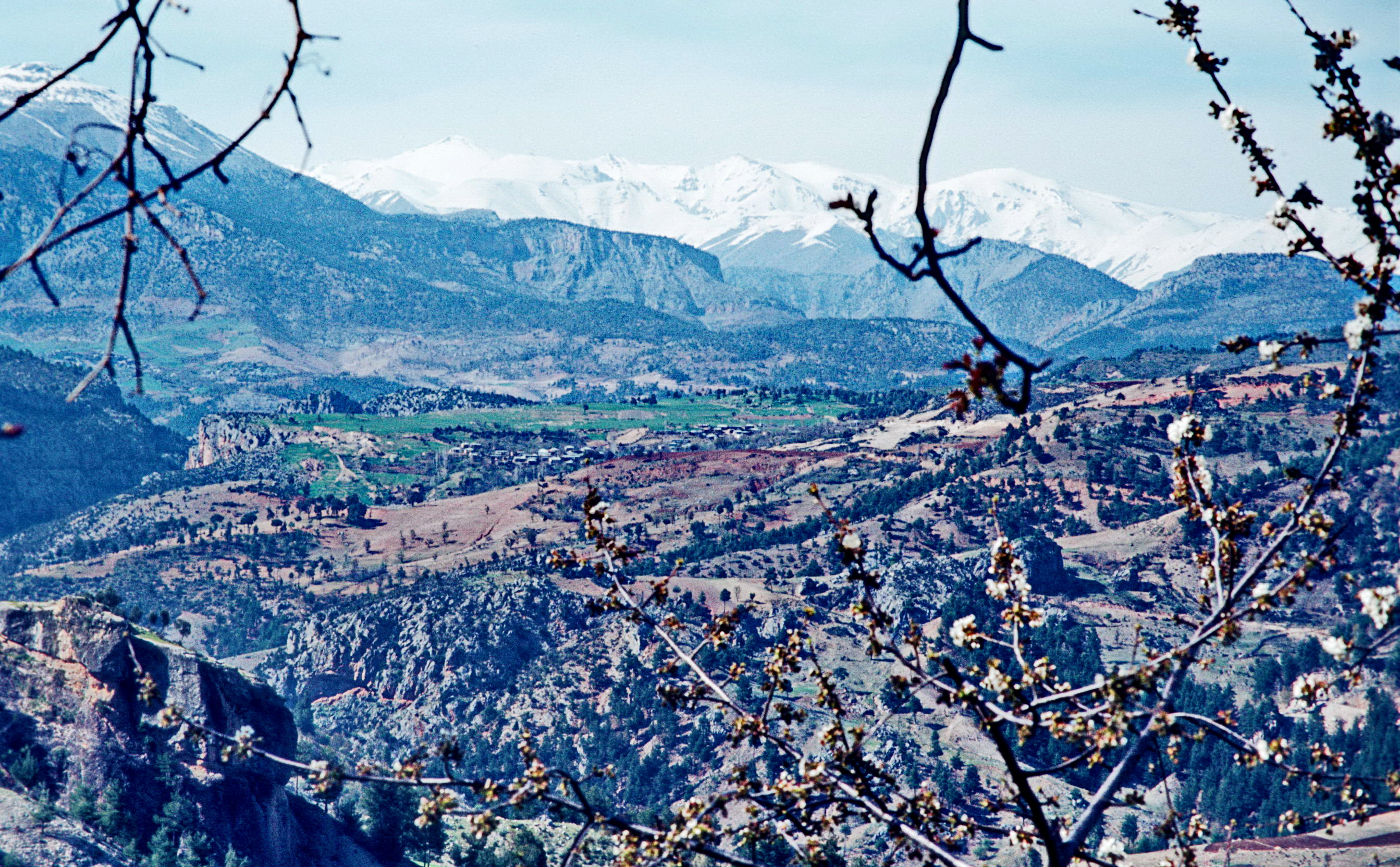
Blick in das Gelgez Deresi bei İnköyü in der Südabdachung der Bolkar Dağları mit dessen beschneiten Gipfelpartien und den vorgelagerten Schichtstufen.

Hier bildet der Lauf des Çakıt Çayı, der hier das Taurusgebirge von Inneranatolien her durchschneidet, eine Art Trennungslinie zwischen zwei Gebirgsteilen. Westlich des Flusses, im Ostteil des Mitteltaurusbogens, entwickelten sich Faltungsstrukturen kristalliner und nicht-kristalliner paläozoischer Kalke zu einem Hauptkamm des Taurusgebirges. Dieser hat hier auch einen zusammenfassenden Namen: Bolkar Dağları („Reichlich-Schnee-Gebirge“). An seiner Südflanke an der Mittelmeerküste zwischen Erdemli und Mersin steigen Miozänkalke, die sich weiter westlich sanft zum Plateautaurus von Mağara emporheben, vergleichsweise steil aufwärts. Hier haben sich tiefe Täler in die Flanke der Miozänkalke eingefressen, die dem Gebirge aufliegen. Am Grunde dieser Täler kommt – zusammen mit mesozoischen Ophiolithen – das gefaltete Mesozoikum zum Vorschein, das dort die Zentralzone des östlichen Mitteltaurus aufbaut. Ihre oberen Nebentäler werden von einer Schichtstufe aus miozänen Kalken parallel zum Gebirgs-Hauptkamm begleitet. Östlich, jenseits der Çakıt Çayı, schwingen sich im Hacın Dağ die älteren Gesteine (Trias, Jura, Kreide) auf über 2000 m hinauf und bilden nordöstlich mit dem Demirkazık-Gipfel des Aladağ bei Çamardı mit 3773 m Höhe hier nochmals ein extrem hohes Glied diesmal des Ost-Taurus, den südlichsten Teilen des Antitaurus. Dieser Gebirgsteil wird sehr häufig auch als Çamardı-Taurus bezeichnet nach der an seinem Westfuß in einem Becken gelegenen Kreisstadt Çamardı.

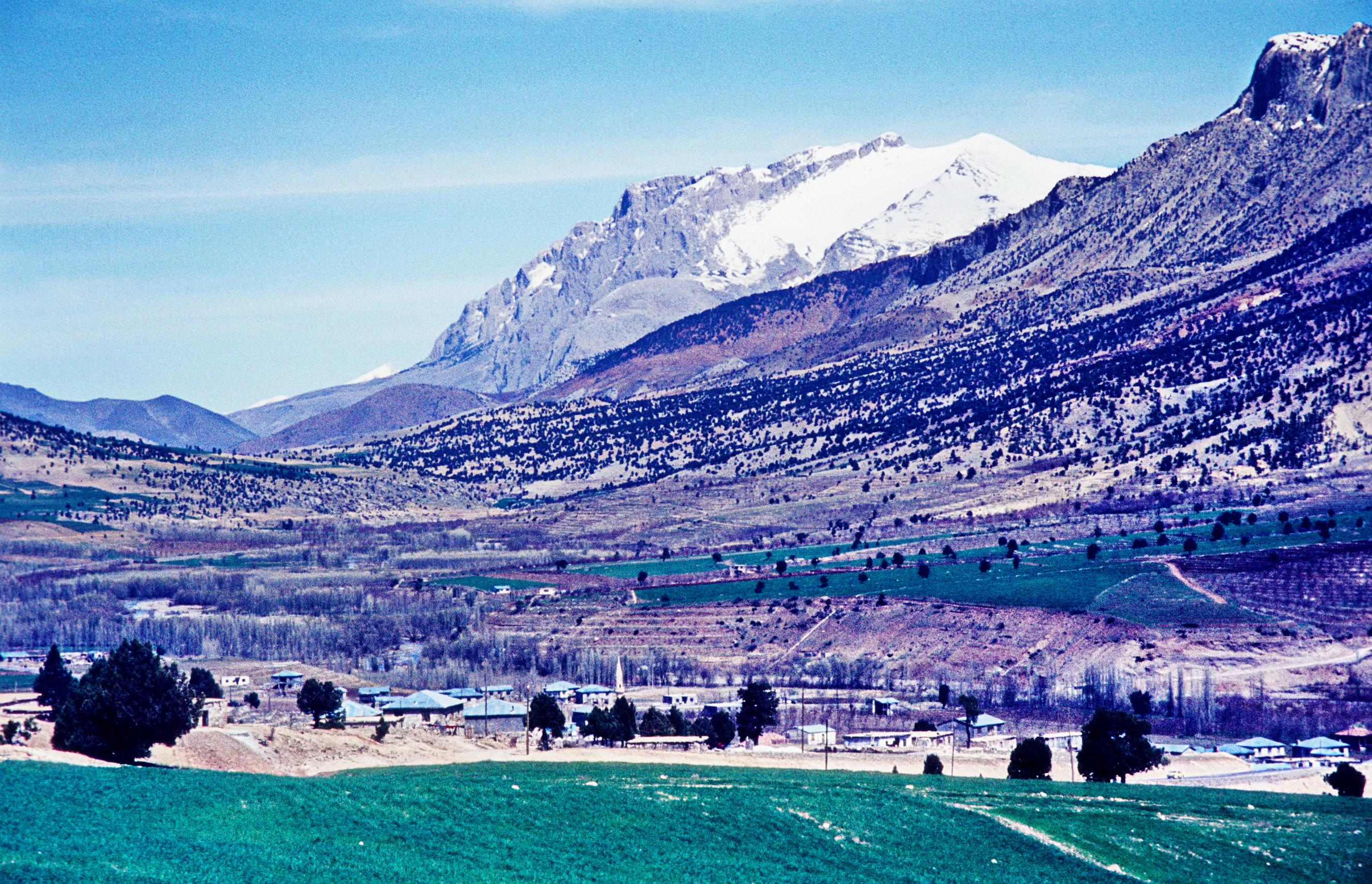
Blick in die Ecemiş-Senke bei Kamışlı mit den verschneiten Aladağları im Hintergrund.

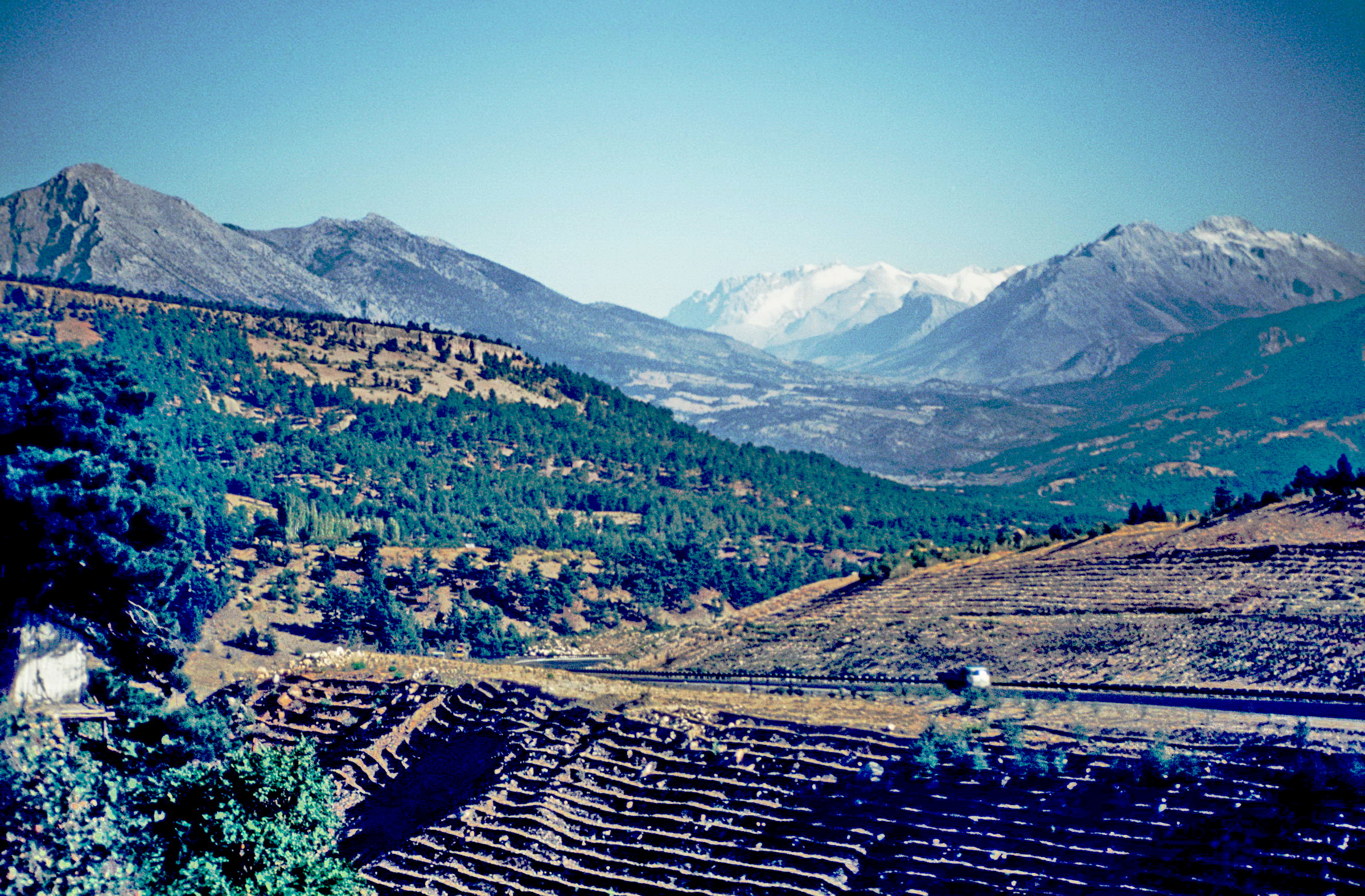
Blick von den Höhen bei Tekir (Tekir-Pass) in die Senke von Pozantı.

Unter Berücksichtigung der verschiedenen Schichtsysteme am Aufbau der Gebietsteile ist zwischen Taurus und Antitaurus kein wirklich bedeutungsvoller Unterschied. Im Antitaurus allerdings, der tiefer entblößt ist, spielen kristalline Schiefer eine größere Rolle. In beiden aber haben Devon, Mesozoikum und eingefaltetes Eozän einen sehr großen Anteil. Man muss also Taurus und Antitaurus, wenn man sie überhaupt als getrennte Gebirge aufführen will, als Teile eines großen, nach Süden und Osten vergenten (gekippten) tertiären Faltengebirgs-Systems ansehen. Bedenkt man, dass Orte, wie Niğde und Karaman im nördlichen Hochland, kaum über 1000 m hoch und im Süden Adana, Tarsus und Mersin im Meeresniveau oder wenig darüber liegen, so wird verständlich, dass die dortigen Ketten des Taurus für Menschen ein schwer zu überwindendes Hindernis bilden. Allerdings öffnet sich in relativ geringer Höhe eine tiefe in etwa Nordnordost-Richtung streichende und von Fritz Daniel Frech beschriebene und als „Tekirgraben“ bezeichnete Senke mitten zwischen den Ketten, die einen leichten Übergang gestattet und die auch der Çakıt Çayı auf dem Weg zum östlichen Mittelmeer partiell benutzt. Es sind dies die berühmten kilikischen Tore (Pylae Ciliciae, Kilikische Pforte), von den Einheimischen „Gülek Boğazı“ (Enge von Gülek) genannten engen Durchlässe durchs Taurusgebirge. Unter anderen bezweifelten allerdings Philippson und Chaput, dass die Tekir-Senke wirklich ein eigentlicher Graben sei. Da sie gerade an einer Stelle liegt, wo die Streichrichtung der Ketten sich stark ändert (von West-Ost nach Südwest-Nordnordost). Da in seiner Senke das Paläozoikum der benachbarten Ketten ansteht, so sind beide Forscher mehr geneigt, hier an eine Art „Torsionsriss“ zu glauben. Der Çakıt durchbricht hier die Ketten in der Gegend bei Çiftehan, wo diese besonders im Frühjahr selbst von der nördlichen Hochebene aus einen gewaltigen Eindruck machen, weil sie dann eine zusammenhängende Schneedecke tragen.

## Der Tekir-Graben als Teil der Ecemiş-Störungszone

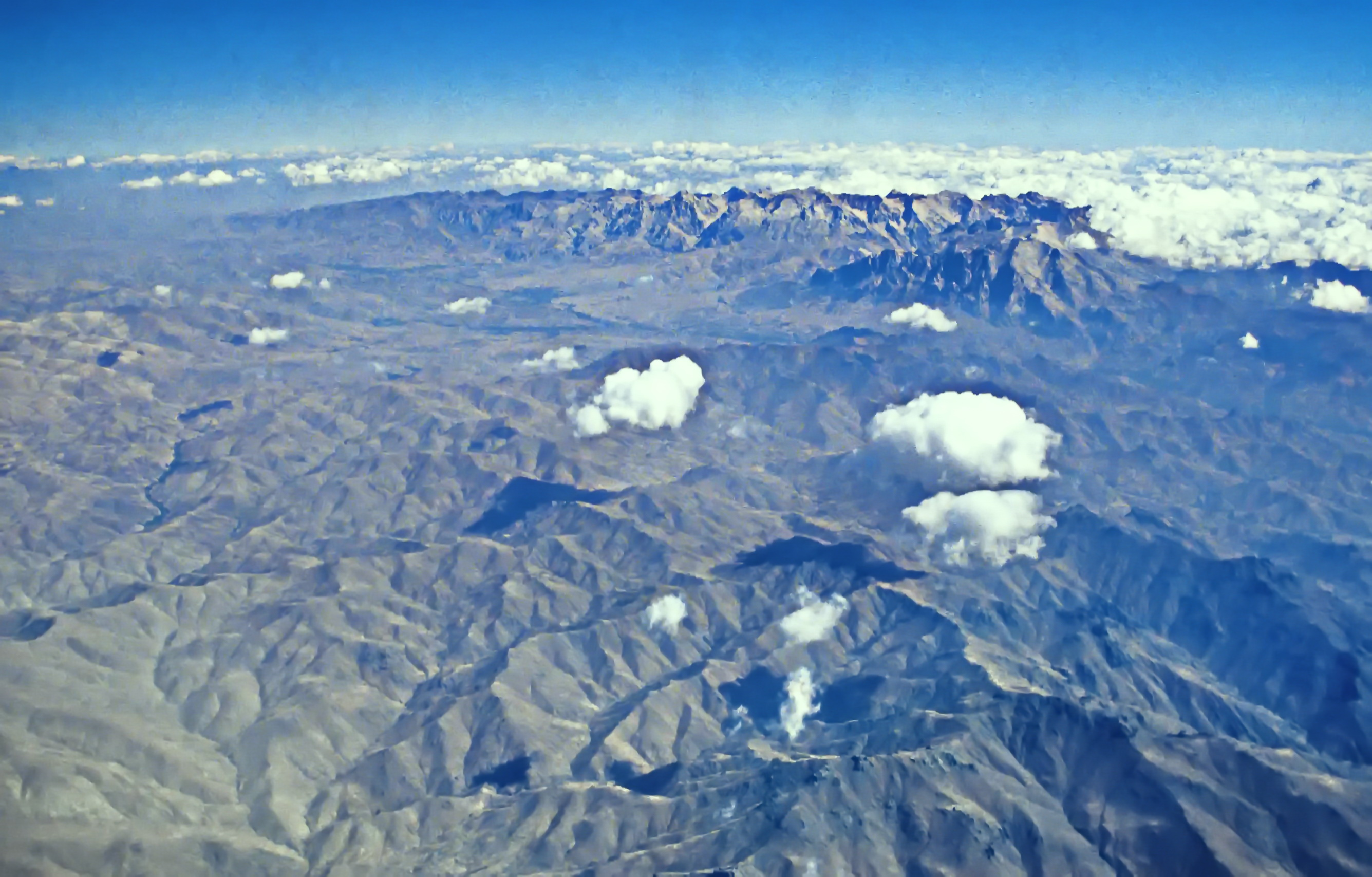
Senke des Tekir-Grabens im Taurus-Gebirge zwischen Bolkar Dağları und Aladağları Flugaufnahme Ende September 2011.

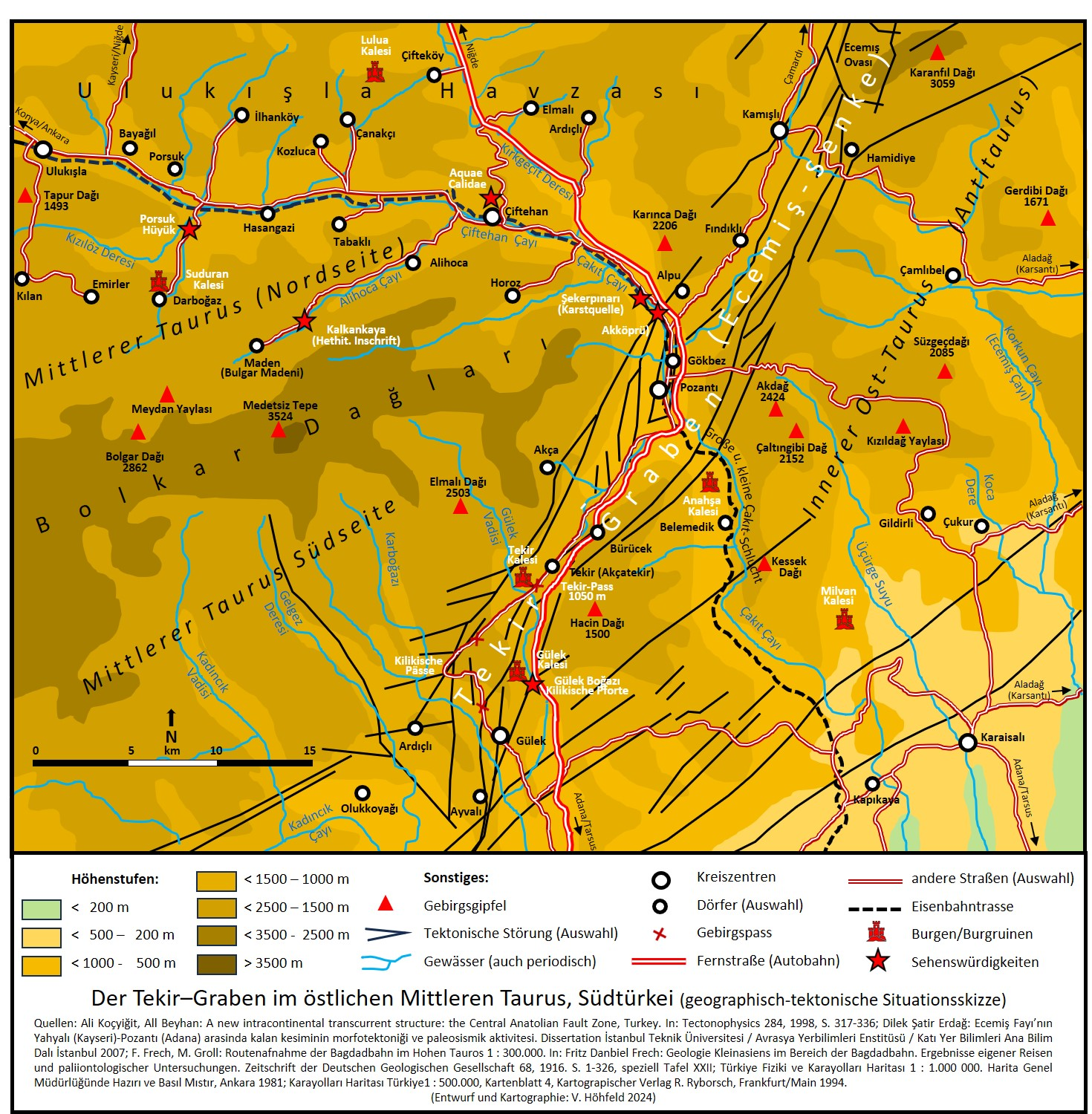
Situations-Skizze des Tekir–Grabens im östlichen Mittleren Taurus, Südtürkei.

Der Tekir-Graben bildet einen der südlichsten Teile der Ecemiş-Störungszone: Die türkischen Geologen Ali Mehmet Celâl Şengör, Naci Görür und Fuat Şaroğlu stellten Mitte der 1980er Jahre fest, dass die zentralanatolische Platte aufgrund des seitlichen Drucks der Arabischen sowie der Eurasischen Platte seit dem späten Miozän auf der relativ homogen ozeanischen Lithosphäre des östlichen Mittelmeers entlang den nordanatolischen und ostanatolischen Verwerfungszonen nach Westen ausweicht. Aufgrund dieser Bewegung ist der westliche Teil der anatolischen Platte durch nach Osten, Westen, Nordwesten und Nordosten ausgerichtete Horst- und Grabenstrukturen und durch neotektonische Ausdehnungsprozesse gekennzeichnet. Ali Koçyiğit und Ali Beyhan vermerkten Ende der 1990er Jahre, dass der östlichste Teil der anatolischen Platte durch mehrere Blattverschiebungen (dextrale bis sinistrale Störungen) innerhalb der Platte selbst deformiert wird und von dazugehörigen Becken gekennzeichnet ist. Dies sind die Tuz-Gölü-Störung, der Salanda-Graben, die Göksu-Yazyurdu-Störungszone, die Malatya-Ovacık-Störungszone und die Zentralanatolische Störungszone. Sie befassten sich vor allem mit letzterer großen tektonischen Verwerfung, einer nach Nordosten gerichteten aktiven linksseitigen Transformstörung (Blattverschiebungszone, Strike-Slip-Verwerfungszone) mit einer Länge von etwa 730 km und einer Breite von 2–80 km, die das anatolische Hochland zwischen Düzyayla im Nordosten nördlich von Hafik (Sivas) und dem Kreis Anamur im Südwesten durchschneidet, eben der „zentralanatolischen Verwerfungs-Zone“.
Im mittleren Teil dieser breiten tektonischen Störung, die von den Forschern in 24 Segmente unterteilt wurde, liegt die Ecemiş-Verwerfungszone als eines dieser Teilglieder. Diese „Ecemiş-Senke“, die auf eine „schmale“ und lineare topografische Senkenzone beschränkt ist, erstreckt sich vom Südwesten des Bezirks Yahyalı südlich von Kayseri bis nach Pozantı im Tekir-Graben und weiter nach Anamur. Ihr Verlauf wurde von Hans Spreitzer Ende der 1950er Jahre bereits kartographisch erfasst und ist auch auf der Geologischen Karte der Türkei des Tübinger Atlas des Vorderen Orients sehr deutlich zu erkennen. Sie ist nach Cengiz Yetiş eine N25°E verlaufende, linksseitige „Streichverschiebungsverwerfung“ (Englisch: „strike-slip fault“, Horizontalverschiebung, Blattverschiebung). Die Länge der Verwerfung zwischen dem Vulkan Erciyes Dağı bei Kayseri und der Provinz Mersin beträgt etwa 300 km und ihre Breite beträgt etwa 80 km. Sie teilt sich etwa 2 km südlich der Kleinstadt Dündarlı (Kayseri) in viele Zweige, erstreckt sich von dort bis zum Dorf Elekgölü, um dann versetzt in den Kamışlı-Talbereich (Yoksuu-Tal bei Fritz Danbiel Frech, wohl: Yoksuyu = kein Wasser/Kamışlı-Çayı) zu münden und sich zwischen den Dörfern Aşçıbekirli, Kamışlı und Alpu in die gleiche Richtung fortzusetzen. Sie durchschneidet dabei zumeist Kalksteine und Ophiolithe, aber auch Sedimente aus dem Quartär und Oligozän, und verläuft größtenteils vor Kalkstein-Steilhängen, die die Basiseinheiten bilden. Generell gesehen ist die zentralanatolische Verwerfungszone eine sehr junge neotektonische Struktur. Sie entwickelte sich mit der Reaktivierung der Ecemiş-Verwerfung, einer älteren tektonischen Struktur, die sich in NO-SW-Richtung ausbreitete, dem „Ecemiş Korridor“.
Laut Karl Metz ist diese Verwerfung postkreidezeitlich bis vorpaläozän alt und wird von einer Oligozän-Miozän-Bedeckung aus überwiegend fluvialen Klastiken überlagert. Cengiz Yetiş ordnete 1978 der „Ecemiş-Verwerfungszone“ ein postpaläozänes bis vorlutetisches Zeitalter zu, indem er die Stratigraphien und Stellung der östlichen und westlichen Blöcke der „Ecemiş-Verwerfungszone“ zueinander untersuchte. Er schlug als Ergebnis eine Gesamt-Horizontalverschiebung von 80 ± 10 km für die „Ecemiş-Verwerfungszone“ vor, nachdem er den stratigraphischen Kontakt des Perm-Untertrias-Maden-Kalksteins und des Obertrias-Jura-Demirkazık-Kalksteins auf beiden Seiten der „Ecemiş-Verwerfungszone“ miteinander verglichen hatte. Die Stratigraphie dieser „Ecemiş Strike Slip Fault“ wurde 1984 auch von Mehmet Ali Gül und Kollegen untersucht, die ihr ein spätes Eozän zuordneten. Demnach ähnelt die Stratigraphie der Bolkardağları auf der Westseite sehr der des Aladağlar-Gebirges auf der Ostseite der Ecemiş-Verwerfungszone. Die Bolkardağları waren hinsichtlich der Aladağlar durch die Ecemiş-Strike-Slip-Verwerfung in südwestlicher Richtung verschoben worden. Man berechnete einen sinistralen Versatz von 75 km (s. o.) und konstatierte zudem, dass die Ecemiş Strike-Slip-Verwerfung zu Beginn des frühen Miozäns aktiv war und dass die lakustrinen Ablagerungen des Miozäns sowie der quartären Flusskonglomerate um 24 bzw. 75 m linksseitig verschoben wurden.
Dieser zentrale Teil der Ecemiş-Verwerfungszone ist mit dicken, gefalteten und überschobenen oligozän-miozänen fluvial-lakustrinen Sedimenten und pliozän-quartären Fächersedimenten (insgesamt Tertiär bis Quartär) gefüllt und besteht dort in Form einer linearen Senke aus sechs Segmenten: den Kleinbecken von Demirkazık-Sulucaova, Cevizlik, Kamışlı, Asaryaylası, Akça-Kızılcık und Hamidiye-Fındıklı. Darüber hinaus folgen die stromaufwärts gelegenen Oberläufe großer Gewässer, wie Ecemiş, Çakıt und Körkün Çayı, typischen Verwerfungstälern. Die entsprechende morphologische Senke wird durch die Aladağlar, das Ulukışla-Becken und das Niğde-Massiv begrenzt, und ihre morphologischen Formen sind auf Luftbildern, Satellitenbildern und im Gelände äußerst deutlich zu erkennen. Die wichtigsten morphologischen Hinweise auf diese tektonische Linie zeigen sich in einer auffälligen Folge von Hügeln, Druckkämmen, Quellen, verschobenen oder umgelenkten Gewässerläufen, die sich entlang der Verwerfung entwickelt haben. Bei dieser Horizontalverschiebung entstand im Gebiet zwischen Sulucaova im Nordosten (etwa 15 km südlich der Develi Ovası) und Tekir im Südwesten (etwa 10 km südlich von Pozantı) eine lineare Senke oder rissartige Struktur. Sie ist ungefähr 2–8 km breit, 100 km lang, 0,9–2,3 km tief. Obwohl zur Ecemiş-Verwerfungszone viele wissenschaftliche Studien durchgeführt wurden, für deren Aufzählung hier nicht der Raum ist, gibt es nur sehr wenige historische Erdbebenaufzeichnungen, obwohl die tektonische Situation entsprechende seismische Aktivitäten erwarten lässt.

## Der Tekir-Graben, die kilikischen Pässe und die Kilikische Pforte
Diese Verwerfungen durchschnitten vermutlich seit dem Eozän (Mittleres Tertiär) mit dem Abschnitt des „Tekir-Grabens“ als einem seiner südlichsten Teile bei Pozantı das Taurus-Gebirge und teilten es in zwei Gebirgspartien: das Zentrale Taurische Gebirgsmassiv (Mittel-Taurus) und die Östliche Taurische Gebirgskette (Ost-Taurus). Dabei verschoben sich diese um etwa 74 km (s. o.) zueinander. Die Ecemiş-Verwerfungszone hat damit im Zuge der Taurus-Hebung einen Korridor gebildet, der sich in NNO-SSW-Richtung erstreckt. Dieser Korridor ist eine morphologische Senke, die die Aladağ- und Bolkar-Gebirge trennt, zwei der wichtigsten Höhengürtel des Taurusgebirges. Dieser tektonische Graben bzw. diese topografische Senke wurde 1916 von F. D. Frech als „Tekir-Graben“ erkannt und benannt, 1941 von M. Blumenthal als „Ecemiş-Korridor“, von Karl Metz 1956 als „Tekir Dislocation“ und 1960 von İhsan Ketin als „Ecemiş Dislocation“ konstatiert. Der Begriff sowie die Abgrenzung für den „Tekir-Graben“ wird offensichtlich von Wissenschaftlern nicht einheitlich gesehen und auch nicht einheitlich genutzt: Er betrifft häufig einerseits den gesamten Bereich der Ecemiş-Senke, auf der anderen Seite aber auch nur den südlichen Part um Pozantı und Tekir etwa zwischen Kamışlı im Norden und Ayvalı (Ayvalı Köyü, Tarsus) im Süden.
Südlich der Gemeinde Tekir schließt sich dann der Ayvalı-Tekir-Abschnitt an, eine ca. 1 km breite und 20 km lange Verwerfungszone aus mehreren überwiegend parallelen Störungen. Diese gabeln sich, vereinigen sich wieder und bilden ein zumeist gut entwickeltes untereinander verbundenes Störungsmuster. Der Abschnitt beginnt etwa 5 km nordöstlich von Tekir, verläuft nördlich des Gülükdağı, wo er sich südwärts entlang des Osthangs des Gülükdağı bis 1 km südlich des Dorfes Ayvalı erstreckt, dort nach Westen abbiegt und sich als (neuer) Namrun-Abschnitt bis nach Anamur fortsetzt. Die Störungen des Ayvaıı-Tekir-Segments zeigen gut erhaltene Verwerfungs-Steilhänge und Gleitebenen sowie versetzte Flussbetten, die die dortigen Taurus-Sedimente (jurassisch-kreidezeitlichen Karbonate, Serpentinit-Peridotit-Platten, die kontinentale Abfolge des Oligozän-Miozäne und marine Karbonate des mittleren Miozäns) durchschneiden und stellenweise nebeneinanderstellen. Innerhalb dieses südlichen Abschnitts der Ecemiş-Störungszone bildet der Tekir-Graben im engeren (eigentlichen) Sinne jene wichtige und überregional bekannte historische Taurus-Passage der Pylae Ciliciae, der Kilikischen Tore bzw. Kilikischen Pforte mit den kilikischen Pässen, von den Türken „Gülek Boğazı“ (Enge von Gülek) genannt. Dieser Taurus-Übergang, von arabischen Geographen Darbü's Seleme oder einfach Darb genannt, war in der Antike als Pylae Ciliciae bekannt und bildet zusammen mit den Pylae Syriae (Syrische Tore) am Amanos-Gebirge den wichtigsten Durchgang aus Inner-Anatolien nach Süden. Diese Passage gewann nach bisherigem Wissensstand vor allem während der römisch-byzantinischen Zeit an Bedeutung und hat diese Bedeutung bis heute beibehalten.

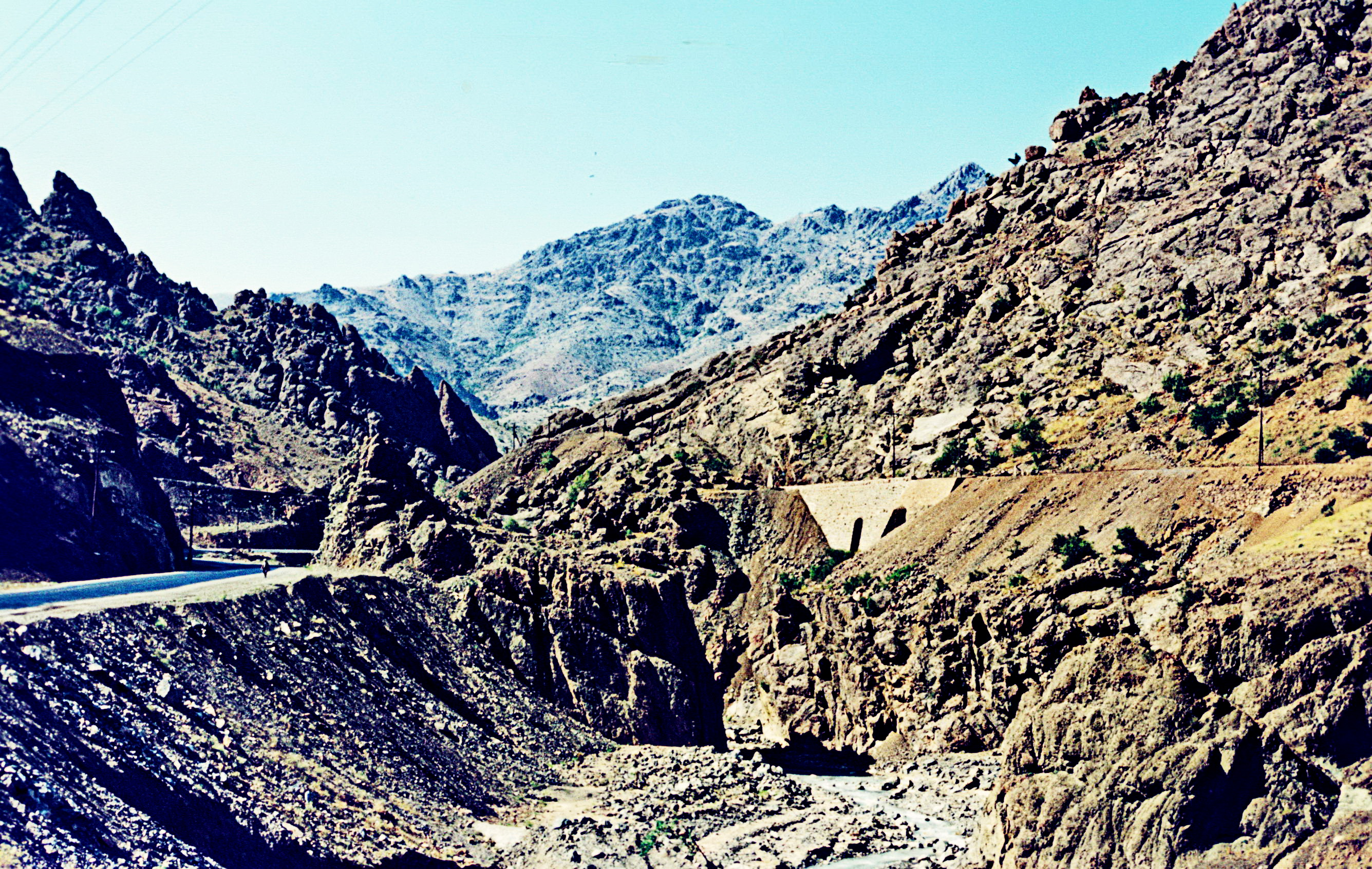
Blick auf die Kilikische Pforte (Gülek Boğazı) mit der alten Straße im Frühjahr 1973.

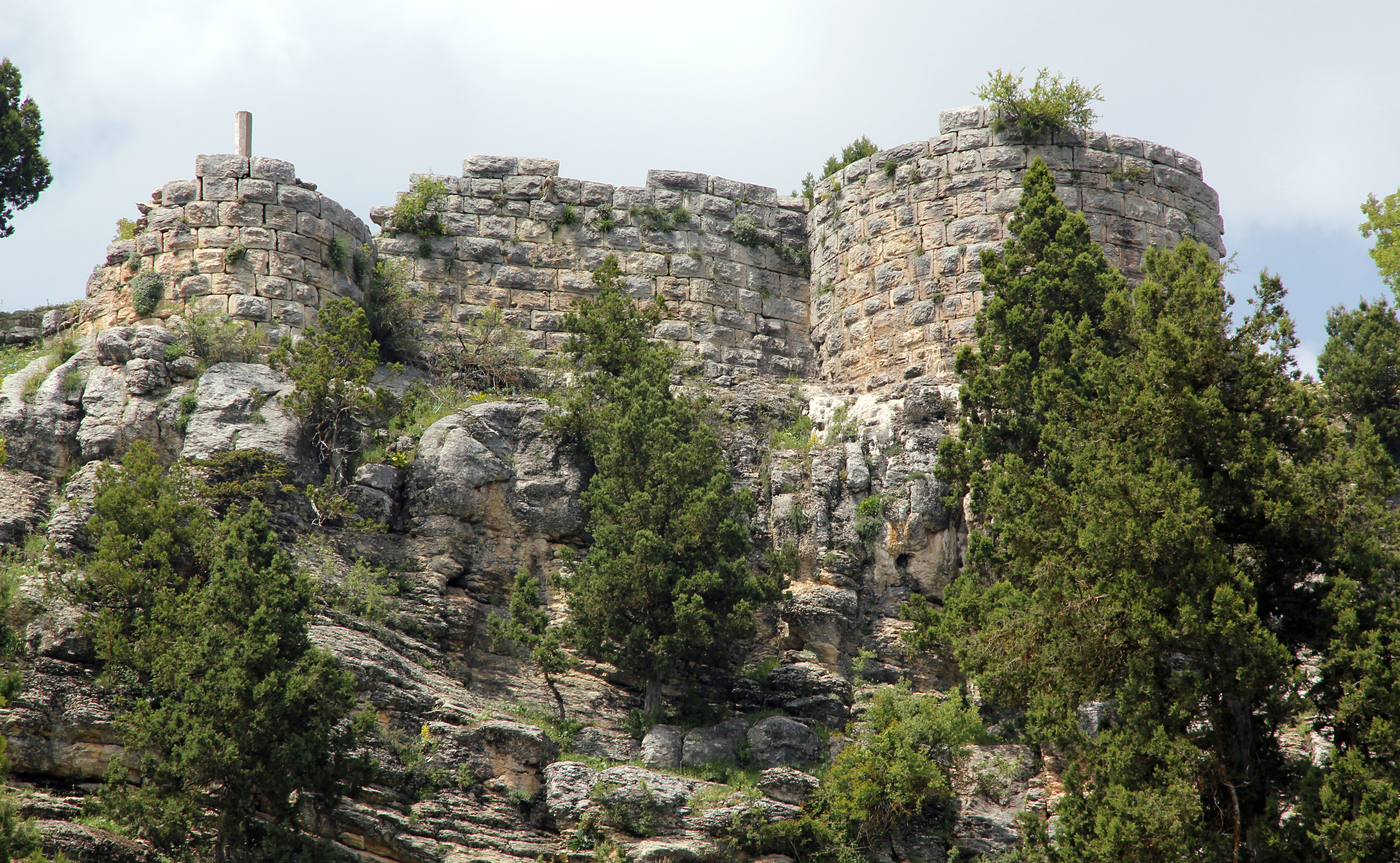
Gülek Kalesi, armenische Burg an der Kilikischen Pforte über dem Tal des Gülek Çayı, im Landkreis Tarsus der türkischen Provinz Mersin, Ansicht von Süden.

Unter der Bevölkerung im Süden Anatoliens gilt über die Gülek Boğazı (Kilikische Enge bzw. Tekir-Graben) folgende Feststellung: „Bizim Boğaz Gülek Boğazı.“ (Unser Bosporus ist die Gülek-Enge). Der osmanische Schriftsteller Şemseddin Sami beschrieb Ende des 19. Jahrhunderts diese berühmte Passage und ihre Umgebung: „Es handelt sich um einen Durchlass im Taurus-Gebirge, der die Grenze zwischen dem Kreis Tarsus in der Provinz [Adana; Anm. des Verfassers] sowie dem Sandschak Adana und der Provinz Konya bildet. Da es in dieser Hinsicht das einzige Tor des erwähnten Gebirges ist, ist es aus Sicht des Transports von großer Bedeutung, weil es sich um einen schmalen Durchgang handelt, der auf zwei Seiten aus steilen und hohen Felsen besteht. Der Platz verfügt über eine zerstörte Festung und einige Befestigungsanlagen, die vom Ägypter Ibrahim Pascha erbaut wurden. Es gibt sogar ein Bezirkszentrum [Gülek] mit diesem Namen am Eingang der Engstelle, ein Amtsbezirk mit 37 Dörfern.“
Der höchste Punkt der Engstelle 62 km von Tarsus entfernt ist der Kale Dağı (Burgberg), an dessen Spitze sich die byzantinische Burg Gülek Kalesi hoch über dem Tal des Gülek Çayı befindet. Nur wenig südwärts gelangt man in eine enge Schlucht des Gülek-Tales zwischen zwei senkrechte Felsen, deren einstige Enge allerdings inzwischen durch den Bau einer Autobahn erweitert wurde. Dies ist die Kilikische Pforte(Gülek Boğazı), Bezeichnung einer Talenge in einer Höhe zwischen 820 m und 1120 m, die sich entlang des Gülek Çayı, eines der Arme des Tarsus Çayı, nach Süden erstreckt, wobei die Breite an ihrer engsten Stelle früher bis zu maximal 10–12 Schritte betrug. Der Name Gülek ist abgeleitet von dem Dorf „Guglak“ oder „Gogulak“, das von Armeniern (Königreich Kleinarmenien) an dieser Engstelle gegründet wurde. Die Passage, die in mittelalterlichen armenischen Quellen auch Guglag oder Gouglag genannt wird, wird in Kreuzzugs-Quellen als Gogulat oder Coqelaquus erwähnt. Die Berichte der Kreuzzügler bezeichneten diesen Platz auch als „Porta Judae“, während die Türken den Durchlass seit langem „Gülek Boğazı“ nennen. Laut Ramsay lagen die Wände dort so nah beieinander, dass nur ein einziges beladenes Kamel hindurchpassen konnte, bis der Ägypter Ibrahim Pascha auf einer kriegerischen Expedition nach Anatolien 1833 einige dieser Felsen sprengen ließ, um mit seinen Kanonen vorbeizukommen. Vor dem Bau der Autobahn (s. u.) war die engste Stelle 10 m breit und 85 m lang. Bereits Alexander der Große, der 333 v. Chr. diese Enge auf seiner Asien-Expedition passierte, vermerkte speziell diese schmale Passage, weil sie leicht zu verteidigen war. Auf einem Felsen am südlichen Ende der Enge befand sich über dem Wasserfall eine zerstörte Inschrift mit dem Namensvermerk „Hadrianus“, woraus geschlossen wird, dass der römische Kaiser Hadrian die Straße dort bauen oder reparieren ließ. Die jüngeren Bastionen in Gülek, „Büyük Tabya“ (Große Bastion) oder „Fenerli-Bastion“ und „Küçük Tabya“ (Kleine Bastion), wurden im 19. Jahrhundert (1833) von İbrahim Pascha, dem Sohn des ägyptischen Gouverneurs Kavalalı Mehmed Ali Pascha, erbaut, um das Eindringen von aus Norden kommendem Militär in die Çukurova zu verhindern. Als sich die ägyptische Armee später aus der Gülek-Enge zurückzog, ließ sie in diesen Schanzen mehr als 100 Kanonen zurück, die dann von den Osmanen im Krimkrieg von 1853 eingesetzt wurden.

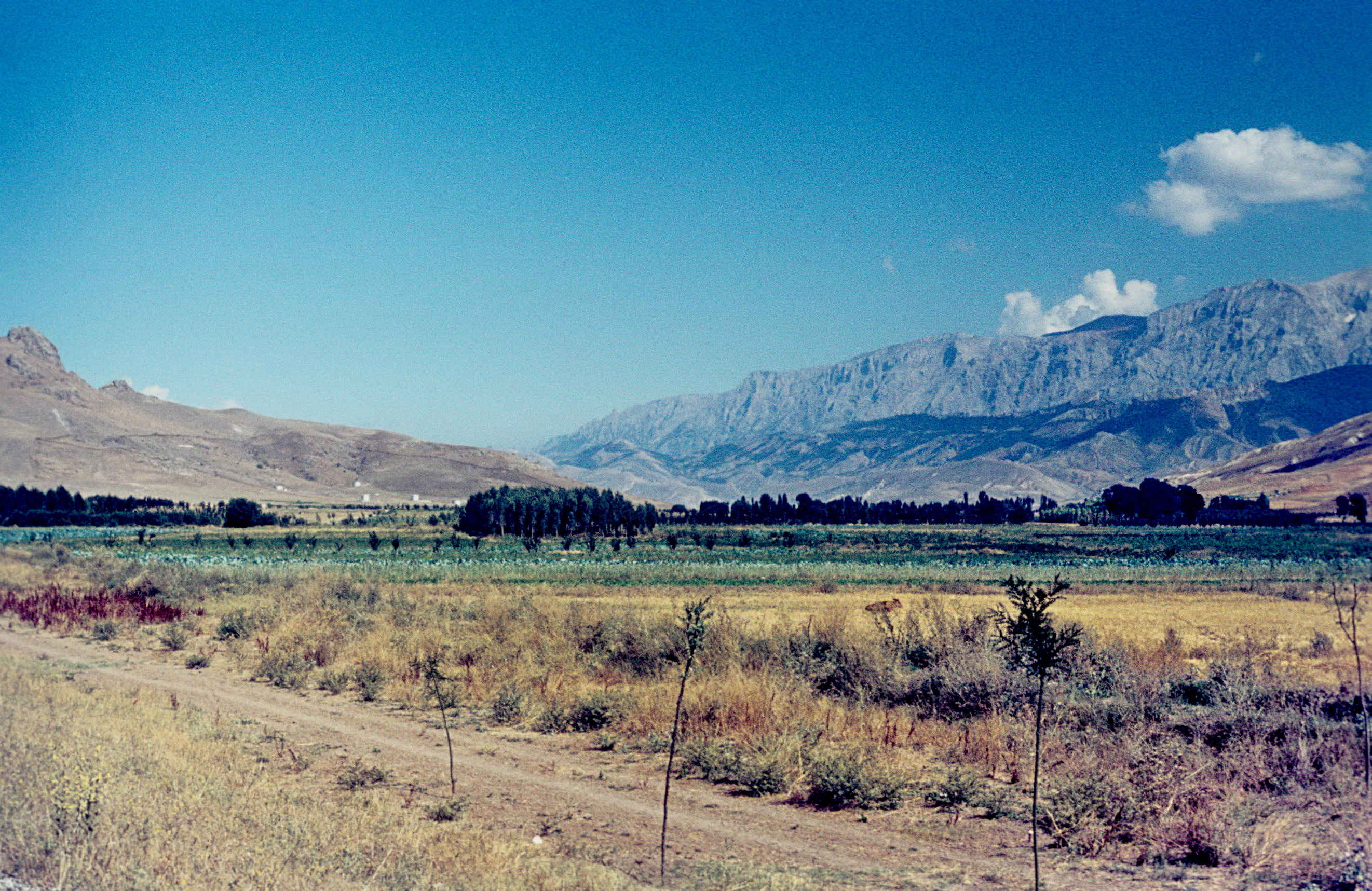
Tal von Ulukışla vor dem Zusammenfluss des Çiftehan Çayı mit dem Kırkgeçit Deresi.zum Çakıt Çayı.

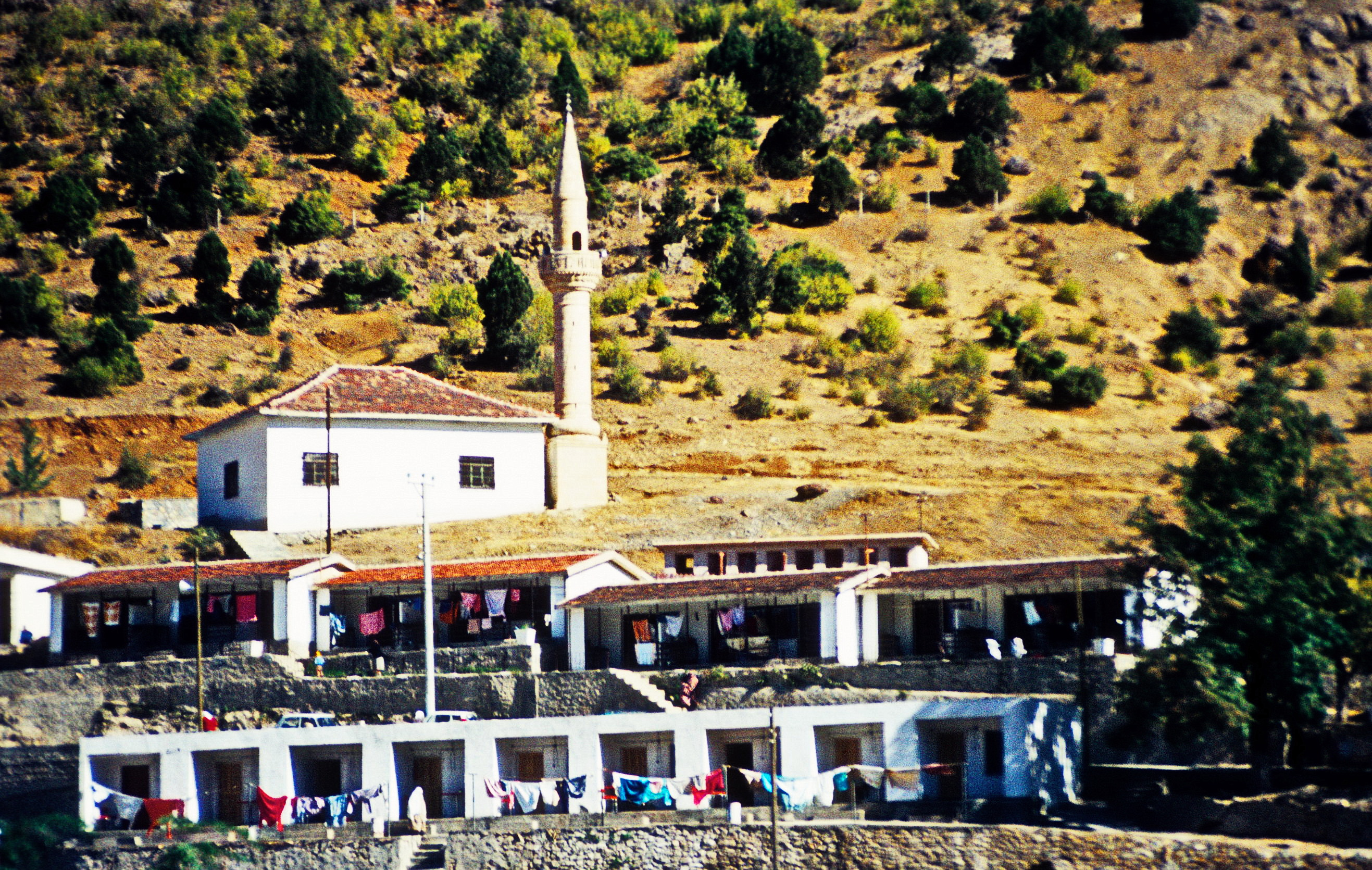
Çiftehan, für seine heißen Quellen berühmter antiker Thermal-Badeort „Aquae calidae“ bei Ulukışla.

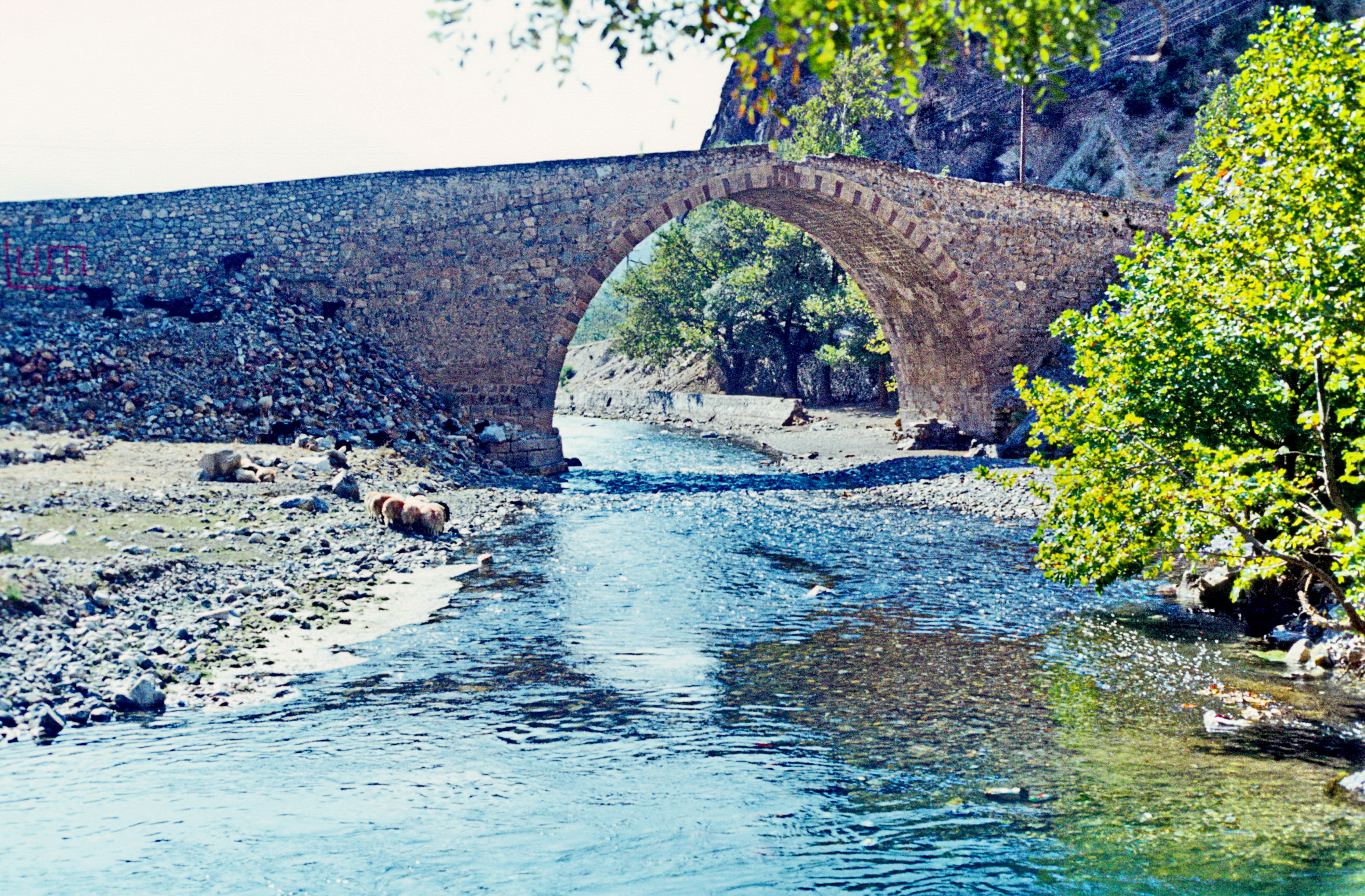
Historische Bogenbrücke Akköprü bei Şekerpınarı nördlich von Pozantı.

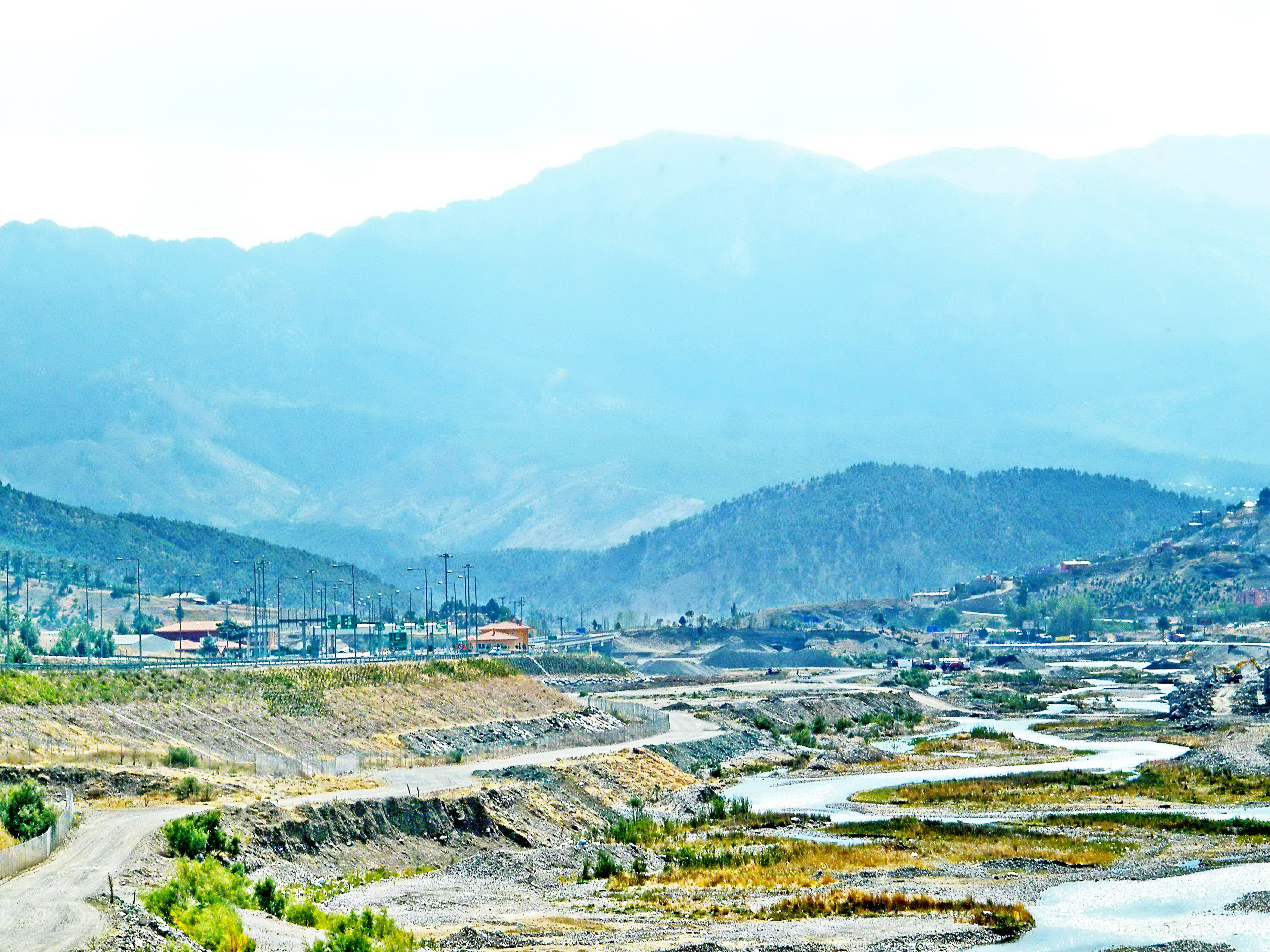
Lauf des Çakıt Çayı im Becken von Pozantı.

Die eigentliche Passage beginnt – von Norden aus Inneranatolien kommend – bereits östlich von Ulukışla mit dem Durchbruch des Çakit Çayı durch die nördlichen Vorberge des Taurus: Der Çakıt Çayı entsteht östlich von Çiftehan, dem für seine heißen Quellen berühmten antiken Thermal-Badeort Aquae calidae, aus dem Zusammenfluss des von Westen kommenden Çiftehan Çayı mit dem Kırkgeçit Deresi aus Norden. Er öffnet östlich Çiftehan ein allmählich tiefer werdendes Tal gen Südosten. Er durchbricht dann auf seinem Weg nach Süden die Taurusketten bei der Şekerpınarı-Karstquelle westlich Alpu, erreicht die Ecemiş-Verwerfungszone und damit den eigentlichen Tekit-Graben bei Akköprü mit der historischen Bogenbrücke über den Fluss und anschließend die Kreisstadt Pozantı. Pozantı, in der Antike Podandus (genaue Lage ist umstritten), war damals wohl eine der wichtigsten Siedlungen in der Senke des Tekir-Grabens. Kâtip Çelebi erwähnt sie Mitte des 17. Jahrhunderts in seinem Werk „Kitab-ı Cihannüma“, allerdings als Gasthaus am Rande des Çakıt Çayı. Heute ist Pozantı eher eine Kleinstadt mit (2017) 11.196 Einwohnern (ohne Umlanddörfer).

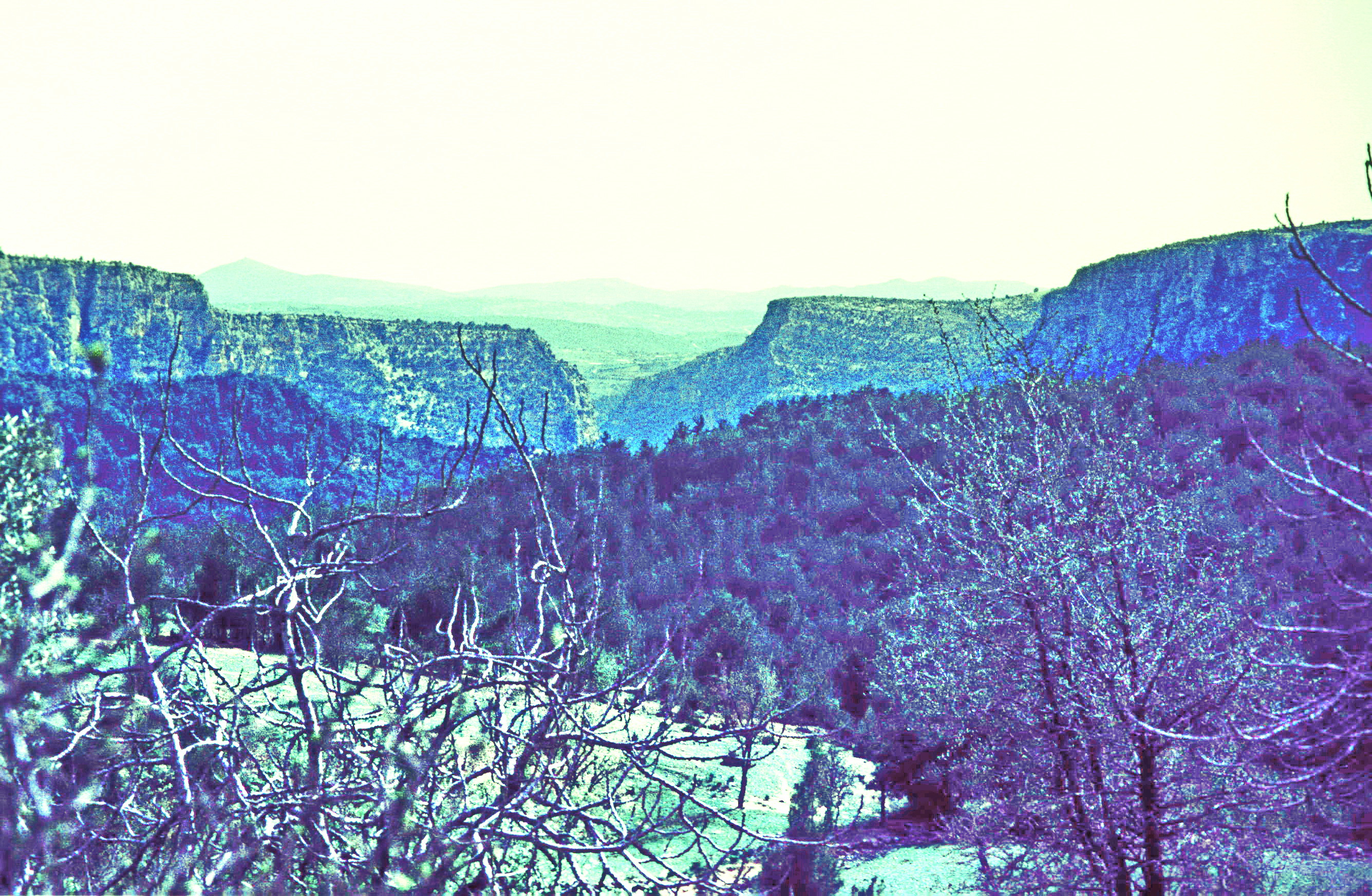
Blick auf die Schlucht des Gülek Çayı-Tales bei Gülek.

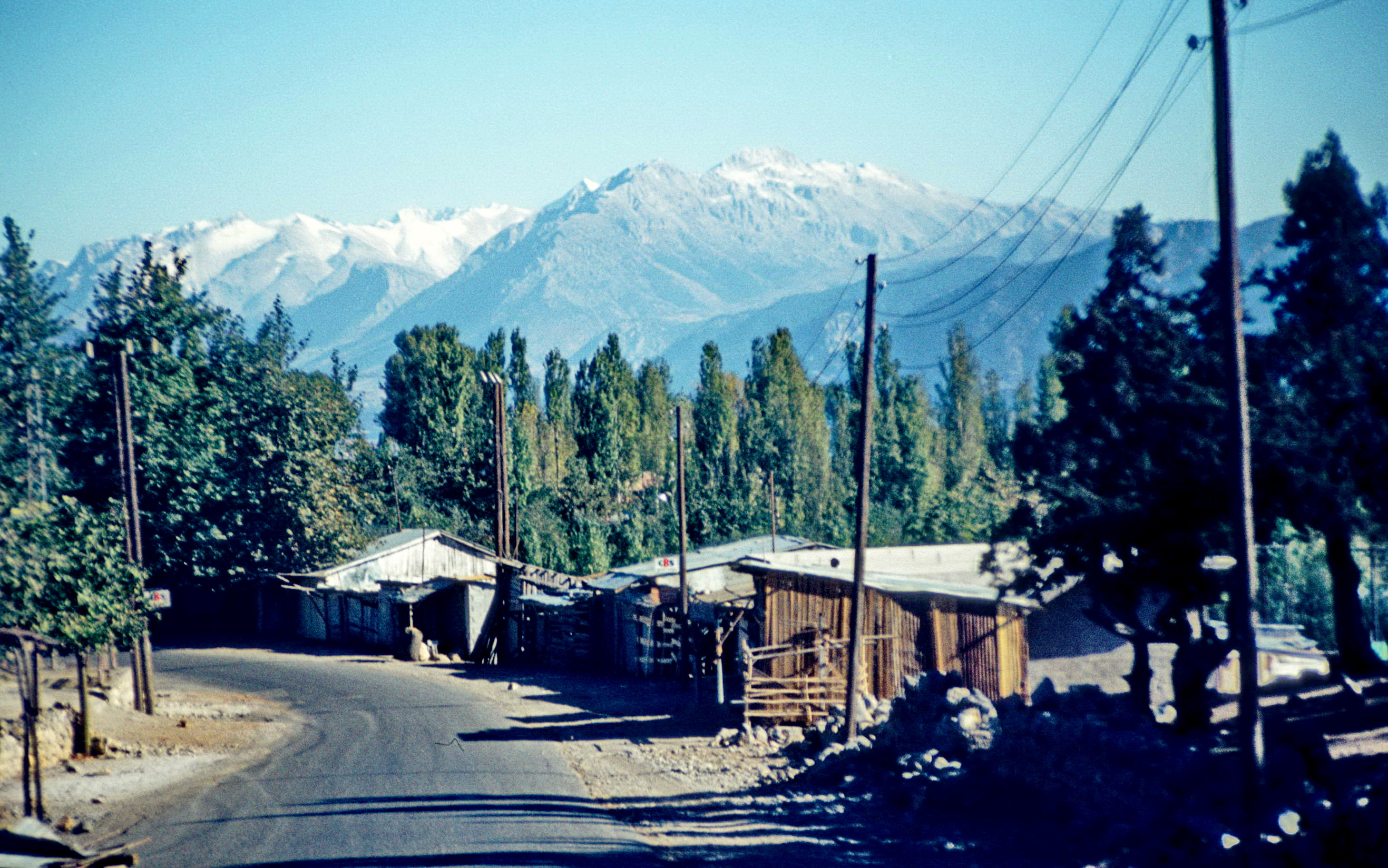
Alte Pass-Straße über die Kilikischen Pässe bei Tekir Yaylası 1984.

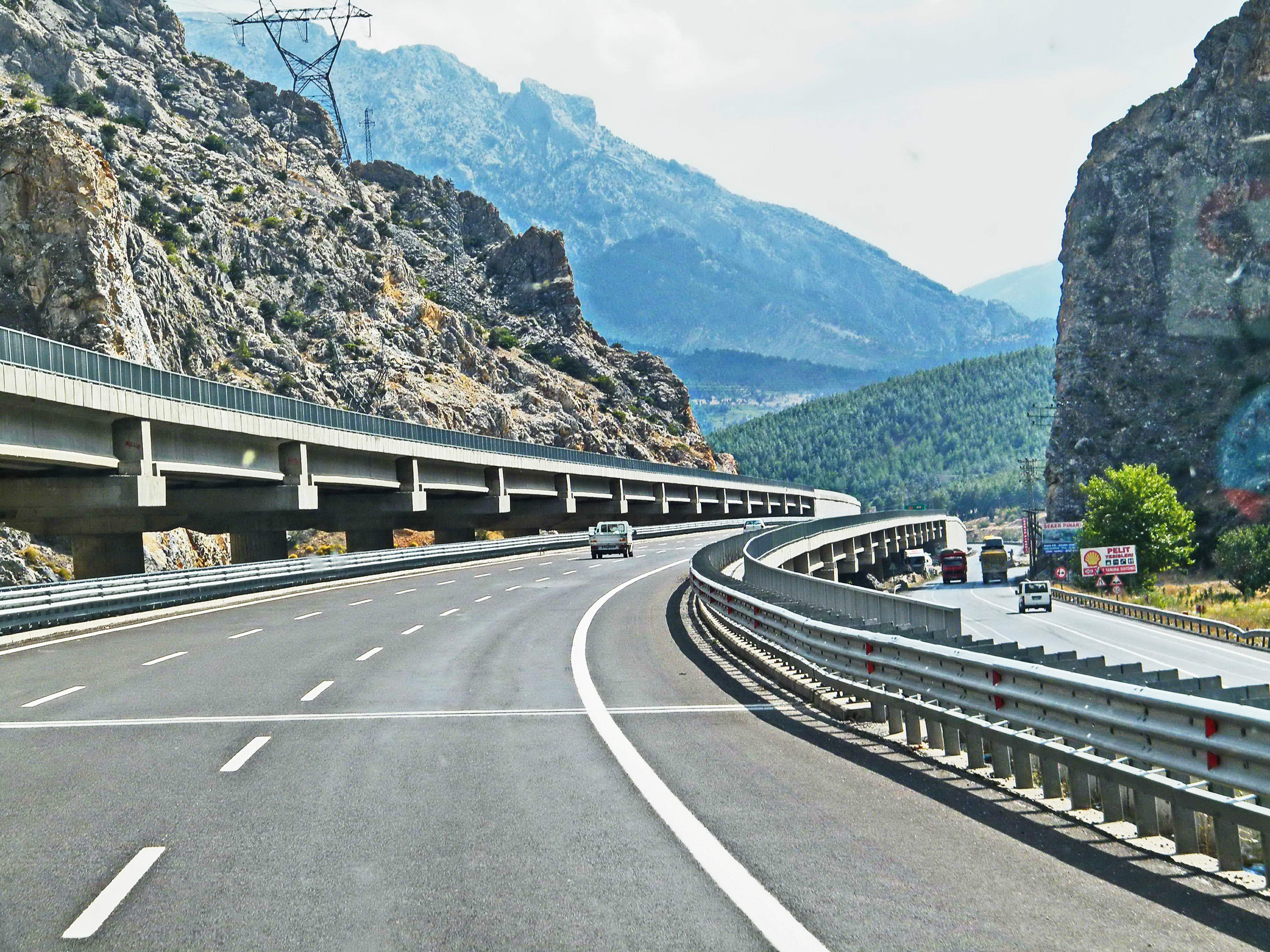
Moderne Taurus-Autobahn O-21 neben der Staatsstraße D750 südöstlich von Çiftehan.

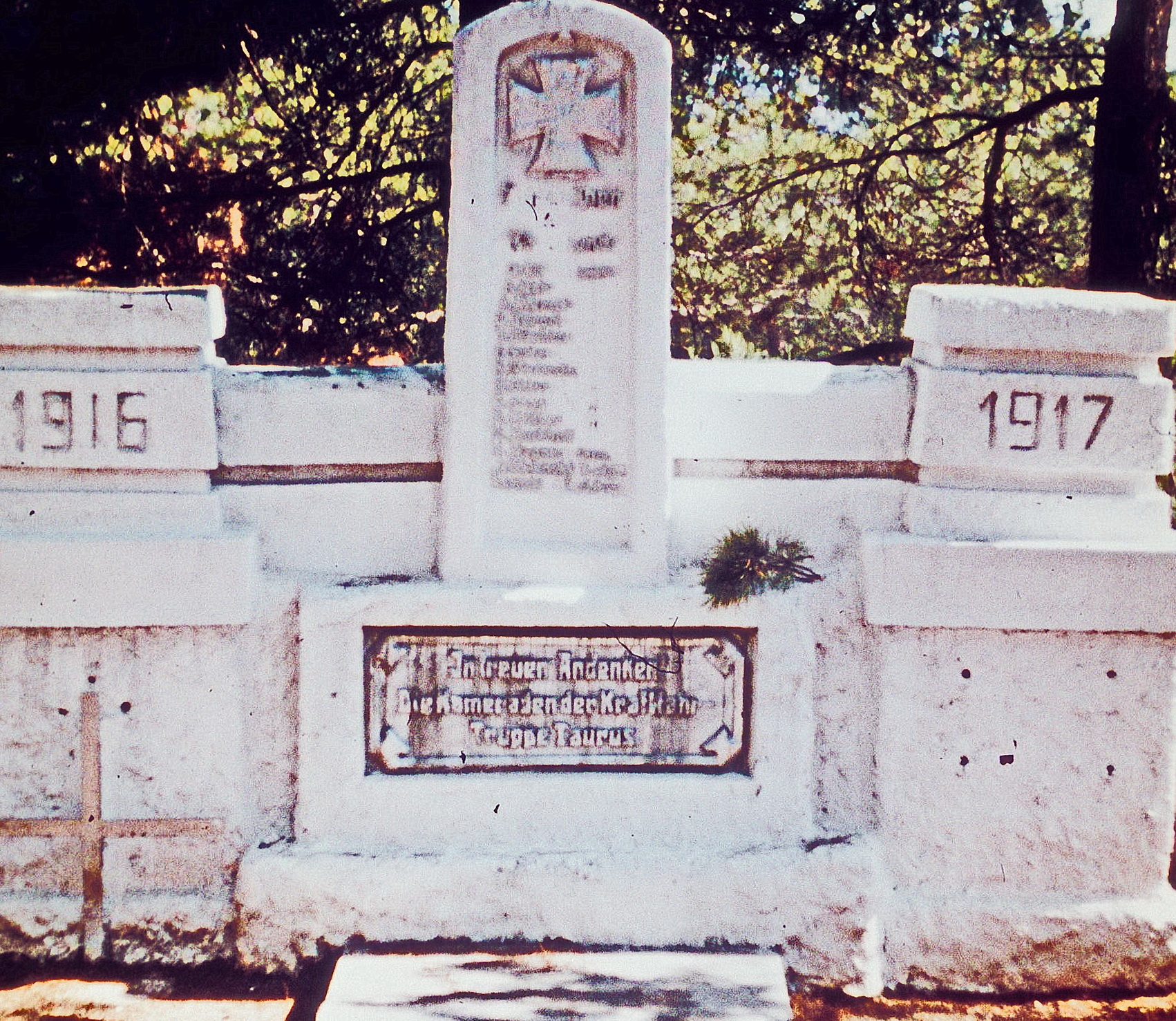
Gedenkstätte an das deutsche Sonderkommando 500 „Kraftfahr-Truppe Taurus“ im Osmanischen Reich bei Gülek. (Erster Weltkrieg)

Kaum 5 km weiter südöstlich verlässt der Çakıt Çayı den Grabenbereich in einer engen, schluchtartigen Talschaft (Große und kleine Çakıt-Schlucht), der auch die Trasse der Bagdadbahn folgt, die dort Anfang des 20. Jahrhunderts weitgehend dem Çakıtt Çayı folgend zwischen Ulukışla und Topçu (Tarsus) gebaut wurde. Die eigentliche Schlucht des Gülek-Çayı-Tales (Gülek Vadisi) mit der Gülek-Enge (Gülek Boğazı) beginnt südlich von Tekir (Akçatekir), dem 1050 m hohen Tekir-Pass der Staatsstraße D750 auf dem Tekir-Plateau (Tekir Yaylası), und verengt sich zwischen den immer höher werdenden Hängen, wo in der Antike nur eine passierbare Straße geöffnet werden konnte, indem man die Felsen an der engsten Stelle ausmeißelte, wo sich die oben erwähnte Hadriansche Felsinschrift, westlich die mittelalterliche Burg Gülek Kalesi (Asakaliba) befinden und nordwestlich um 1836 zeitweise osmanische Bleiminen betrieben wurden. Die ältere moderne Pass-Straße der Staatsstraße D750, die dort zwischen Tekir und Gülek außer dem Tekir-Pass noch zwei weitere der „Kilikischen Pässe“ überwindet, wurde für den Fernverkehr zwischen 1981 und 1993 durch ein Teilstück der Autobahn O-21 Tarsus-Ankara via Niğde ergänzt. Man passiert dabei unter anderem auch bei Gülek die Gedenkstätte an das deutsche Sonderkommando 500 im Osmanischen Reich mit der Inschrift „In treuem Andenken Die Kameraden der Kraftfahr-Truppe Taurus“ 1916 1917. Diese „Kraftfahrtruppe Taurus“ war im Ersten Weltkrieg mit ihren Fahrzeugen zur Unterstützung der deutschen und türkischen Truppen im Taurus-Gebirge eingesetzt, um die Logistik-Lücken im Streckennetz der Bagdadbahn zu füllen.

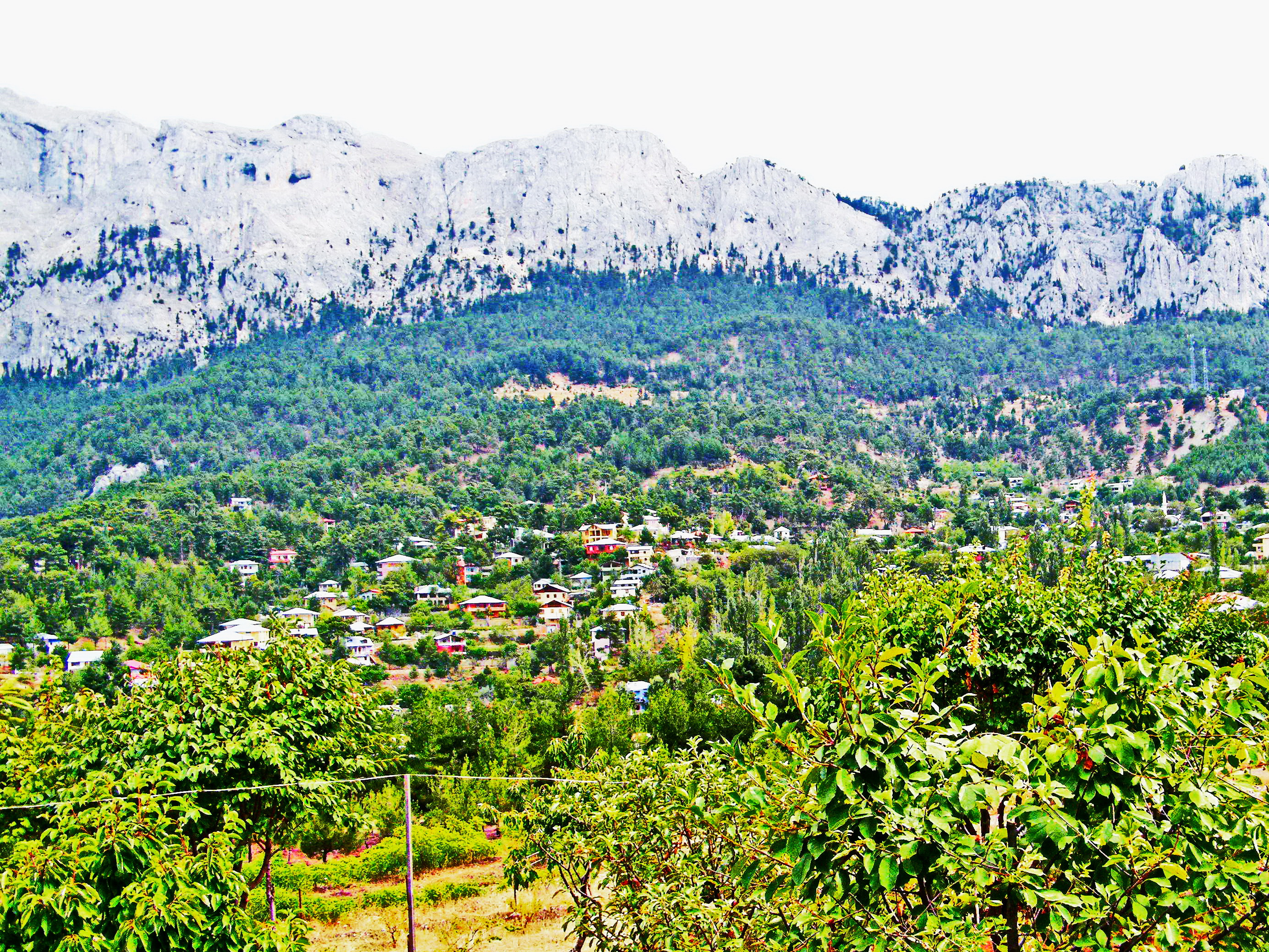
Bürecek Yaylası, eine der Sommersiedlungen bei Gülek.

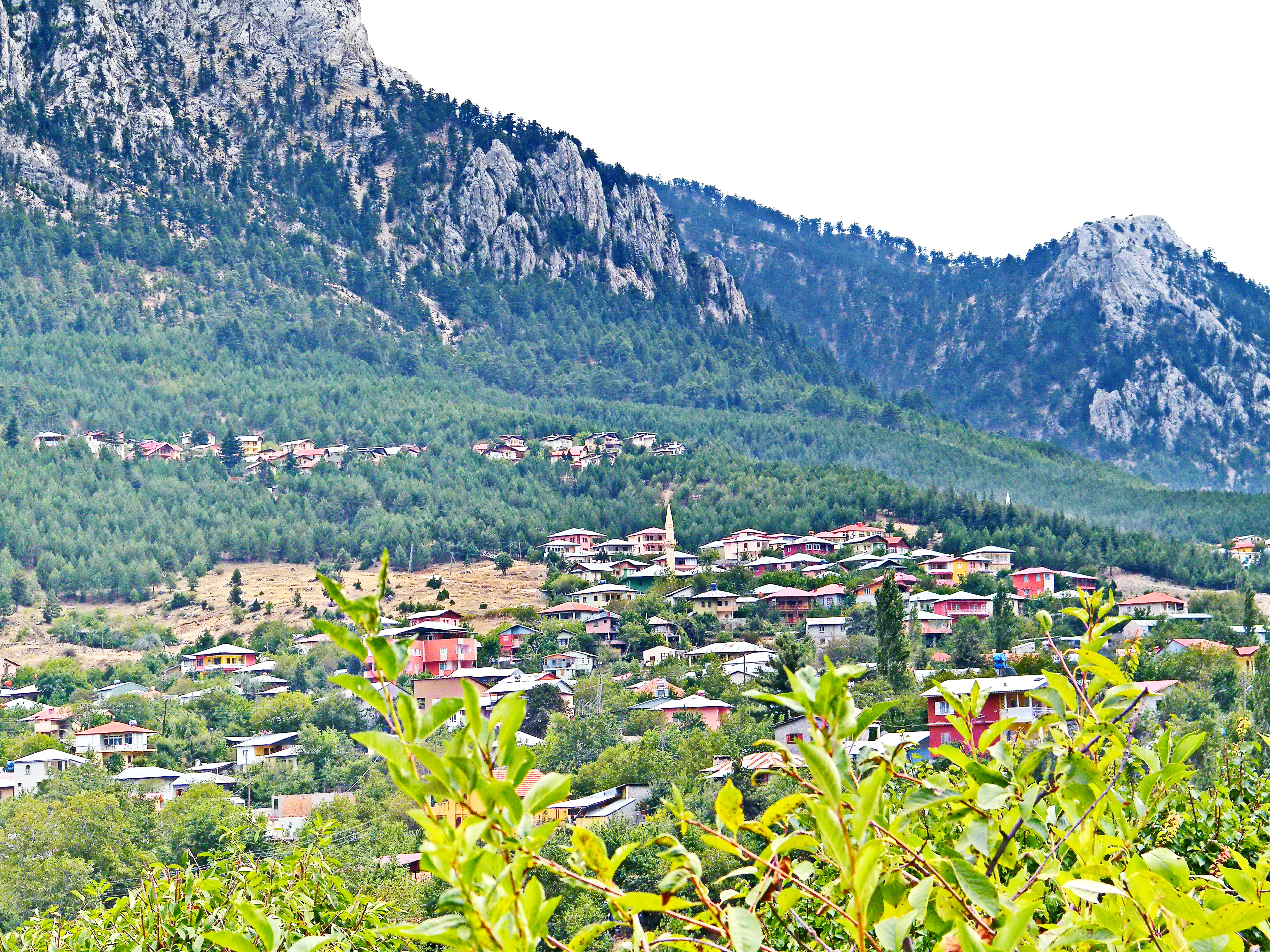
Tekir Yaylası, eine der großen Sommersiedlungen bei Gülek im Taurus.

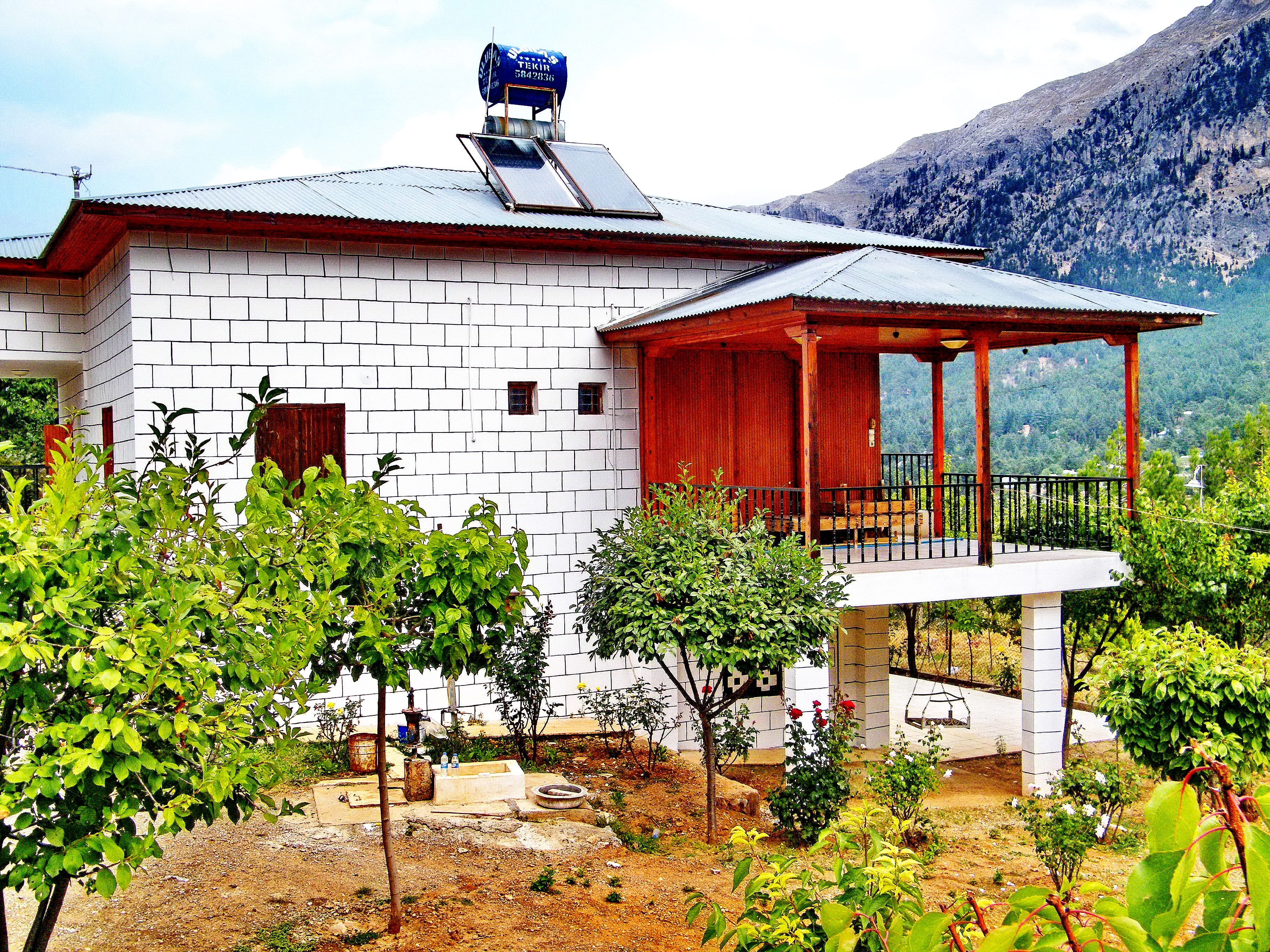
Modernes Sommerhaus in Tekir Yaylası bei Gülek im Taurus.

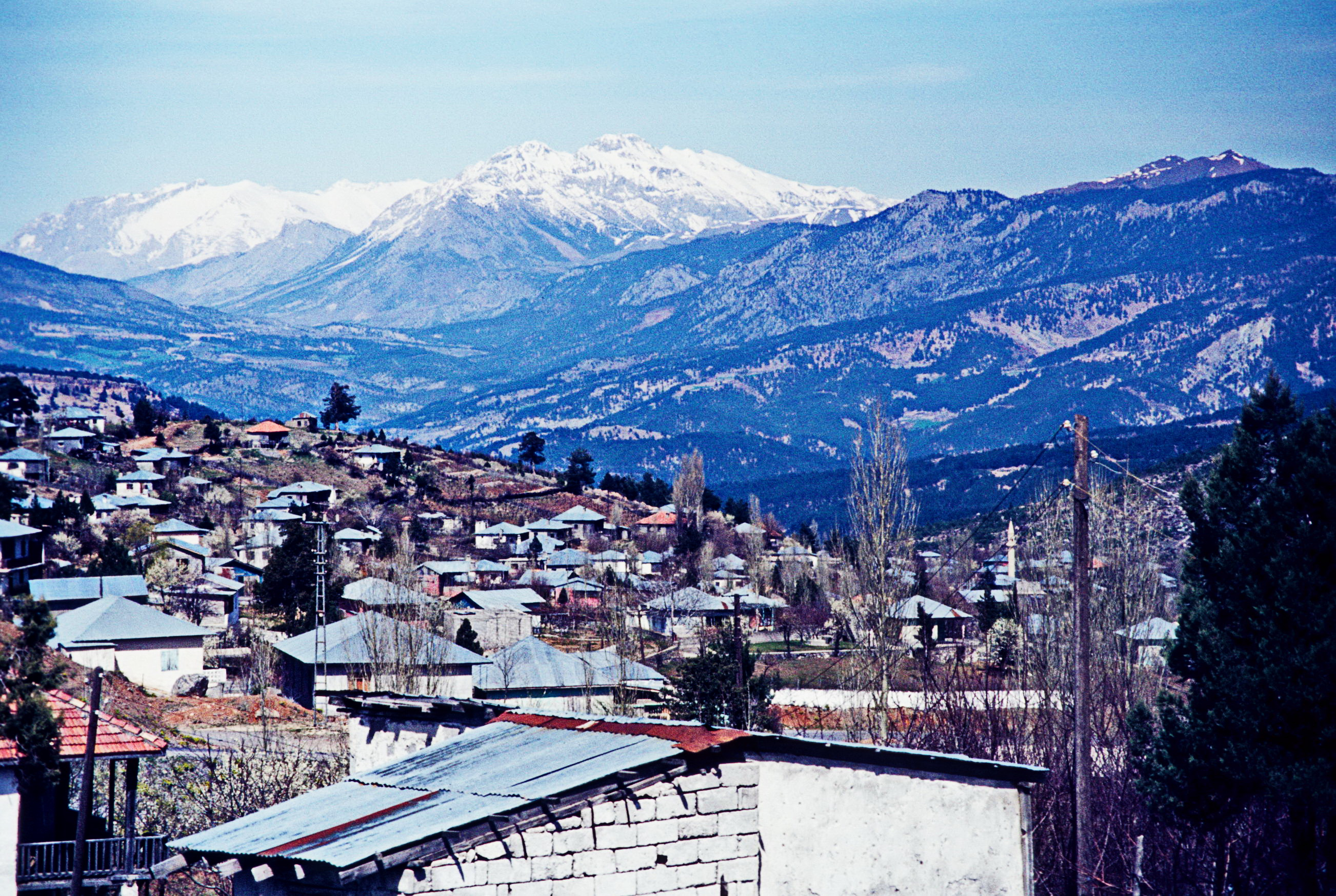
Sommersiedlung Tekir (Akçatekir) im Frühjahr 1984 an der Fernstraße D750 am Tekir-Pass.

Manche der um die 1000 m hoch gelegenen Siedlungen der Passlandschaft, wie Tekir, Bürecek oder Kamışlı, hatten wegen ihrer Nähe und der kurzen Verbindung zu den Küstenregionen der Çukurova bereits seit Jahrhunderten als Yaylas der großen Tieflandsstädte Adana, Mersin und Tarsus gedient, als Erholungs- und Rückzugsorte vor der sommerlichen Schwüle der nahen mediterranen Küsten. Der Ausbau des Passübergangs mit einer Autobahnverbindung sorgte dabei nicht nur für einen Anstieg der dortigen Grundstückspreise, sondern ebenso für eine Zunahme und auffällige Modernisierung der früher eher einfachen Sommerhäuser. Diese Taurus-Passage durch den Tekir-Graben ermöglicht seit Jahrhunderten Transport und Kommunikation zwischen Regionen West- und Nordanatoliens, der Ägäis- und Marmararegion und den Ländern im Süden des Taurus, wie Syrien, Ägypten und Irak. Seit der Antike nutzten viele bedeutenden Feldherren und Eroberer mit ihren Armeen diese Passlandschaft und betonten ihre Bedeutung. Man geht davon aus, dass die Anlagen, die der Gülek-Straße aus militärischer und kommerzieller Sicht Bedeutung verliehen, spätestens während der Römerzeit errichtet wurden.